# Chiesa di Santa Maria Maggiore (Firenze)
La chiesa di Santa Maria Maggiore è un luogo di culto cattolico che si affaccia sull'omonima piazza all'angolo con via de' Cerretani nel centro storico di Firenze. Si tratta di una delle più antiche chiese cittadine e una delle prime dedicate alla Madonna.

## Storia
La chiesa esisteva, sia pure con una diversa struttura, forse già in epoca longobarda nell'VIII secolo ed è già documentata nel 931, quando un documento cita il vescovo Rambaldo quale affittuario di una terra e una casa prope ecclesiam Sancti Marie Majoris, prima dunque che venissero erette intorno alla città le mura matildine (1078), il cui tratto nord passava in corrispondenza della piazza di San Lorenzo. A ridosso della parete nord della chiesa, lungo l'attuale via dei Cerretani, doveva correre, già prima della sua costruzione, il tratto settentrionale delle mura romane riorganizzate in età tardo-antica, presumibilmente prima dell'assedio da parte del goto Radagaiso (405-406). La seconda menzione documentaria, inequivocabile, risale comunque al 1021, mentre non è ritenuta storicamente fondata la leggenda che indica come fondatore della chiesa papa Pelagio II nel 580.
Nel 1176 divenne collegiata e fu una delle dodici antiche priorie, con tanto di Canonici. Nell'archivio capitolare sono conservati numerosi atti notarili dal 1107 al 1520, che in gran parte registrano doni e acquisti di terre e fabbricati. Da questi documenti si è potuto stimare la ricchezza della comunità legata alla chiesa come molto cospicua, tanto da ricevere il privilegio di essere posta sotto la diretta protezione papale da Lucio III nel 1183, con conferma di Urbano II nel 1186 (una condizione mantenuta anche nel secolo successivo).

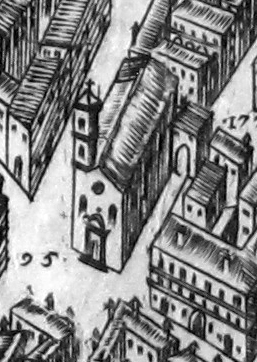
La chiesa nella pianta del Buonsignori (1594)

Passata ai cistercensi, venne ricostruita in forme gotiche nel XIII secolo, forse mantenendo in piedi le mura esterne e le volte originarie. La struttura cistercense è riconoscibile dalle tre navate divise da arcate a sesto acuto su pilastri quadrangolari, con tre absidiole a fondo piano. Secondo il Vasari Maestro Buono avrebbe diretto i lavori di rinnovamento dell'edificio. Sempre il Vasari ricorda come Agnolo Gaddi avesse dipinto la pala per l'altare maggiore (una Incoronazione della Vergine circondata da angeli), mentre la Cappella maggiore conteneva gli affreschi di Jacopo di Cione con Storie della Vergine e di Sant'Antonio Abate, dei quali sopravvive solo un frammento con la Strage degli Innocenti. Nel 1278 venne aumentato il numero dei canonici.
Durante il Quattrocento la chiesa subì una sorta di crisi che ne ridimensionò notevolmente le finanze e l'importanza. Nell visita pastorale del 1514 di Giulio de' Medici la chiesa venne descritta come in degrado, tanto che l'anno successivo Leone X la unì al Capitolo del Duomo, mentre il Priore vi rinunciava all'incarico nel 1520.
Nel 1521 passò ai Carmelitani riformati della congregazione di Mantova già allocati presso la chiesa di San Barnaba.
Risale a quell'epoca la ristrutturazione del complesso, ad opera di Gherardo Silvani, nella prima metà del XVII secolo, che coinvolse l'interno della chiesa, forse sulla base di un precedente disegno di Bernardo Buontalenti al quale è attribuito il disegno della controfacciata. Nel corso del Sei e Settecento l'aula venne dotata di altri altari, pale, stucchi e affreschi.
Agli inizi del Ottocento la chiesa fu abbandonata dai Carmelitani ai quali subentrò nel 1817 l'ordine dei Chierici regolari Ministri degli Infermi, detti popolarmente Camilliani.
La chiesa subì prima del 1916 uno di quei "restauri" radicali in voga tra Otto e primo Novecento, durante il quale venne completamente smantellata la decorazione del presbiterio, riscoprendo alcuni affreschi medievali frammentari, ma compromettendo irrimediabilmente l'unità decorativa dell'interno: ancora oggi restano spoglia e austeramente quaresimale la navata centrale, riccamente ornate le laterali.
Dopo l'alluvione di Firenze venne completamente rifatto il pavimento.

## Descrizione

### Esterno
L'esterno è molto semplice, con la copertura a filaretto di pietra sulla quale si aprono i portali sormontati da timpano. Alfonso Parigi il Vecchio progettò una facciata marmorea che però non venne mai realizzata; la facciata in pietra grezza fu coperta da una semplice intonacatura, poi rimossa nel restauro del 1912-1913 insieme a vari arredi barocchi all'interno. Al centro, si apre un portale gotico con ghimberga e lunetta ogivale, all'interno della quale si trova una statua della Madonna col Bambino, copia di un marmo trecentesco di scuola pisana. Nel timpano si trovano tre stemmi solo parzialmente leggibili, tra cui uno con le insegne papali e uno del Capitolo Fiorentino. Più in alto, a destra, si vede uno stemma Panciatichi.
Su via dei Cerretani si trovano un portale con stemma vuoto nel timpano spezzato (doveva essere originariamente dipinto) e due alte finestre gotiche: nella chiave di volta della seconda si trova uno stemma Orlandini. Sulla parete della canonica si vedono uno stemma Carnesecchi (sulla finestra della sagrestia), vicino a una mensola con l'iscrizione «A.VII E.F.» (anno settimo dell'era fascista, cioè il 1929), e uno stemma del Capitolo Fiorentino. Sotto la finestra si trova una lapide dantesca:
| .......IN LA MENTE M'E FITTA,E OR M'ACCORA LA CARA E BVONA IMAGINE PATERNA DI VOI,QVANDO NEL MONDO AD ORA AD ORA M'IN SEGNAVATE COME L'VOM S'ETERNA! DANTE_INF._ XV_ 82-84. |

Sul vicolo di Santa Maria Maggiore si trova un altro portale sormontato da un Cristogramma entro un timpano spezzato. 

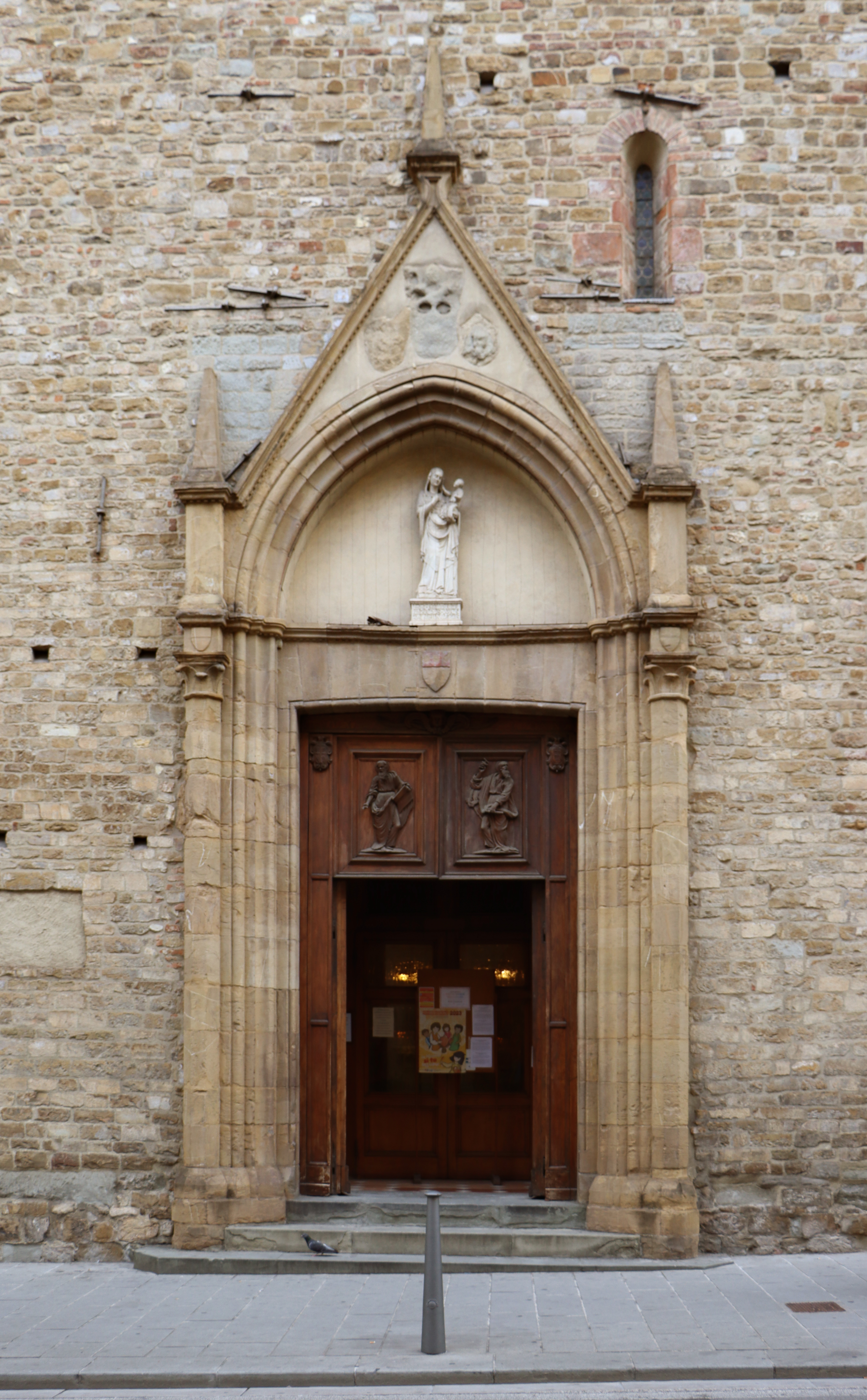
Portale maggiore
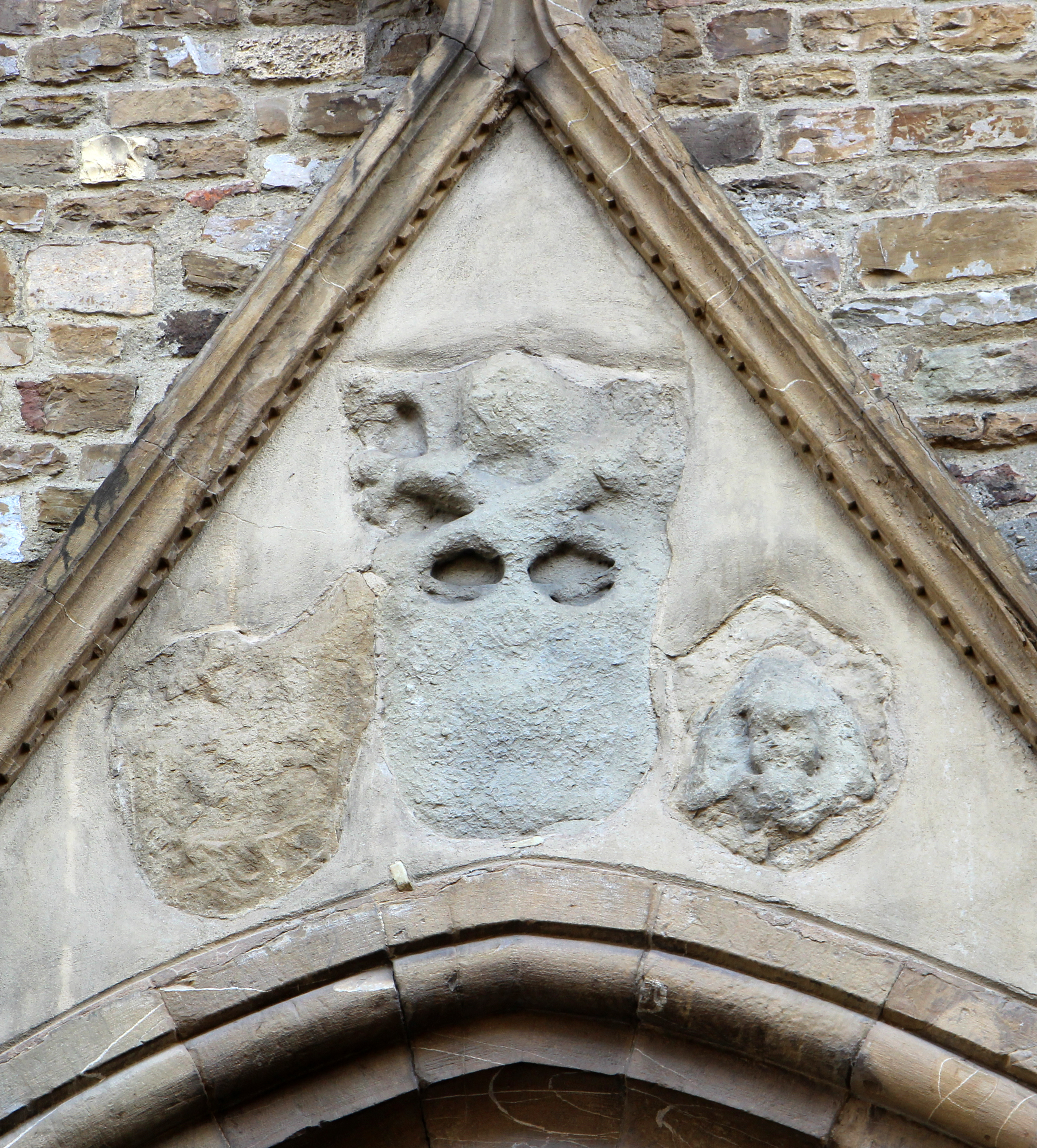
Gli stemmi della facciata
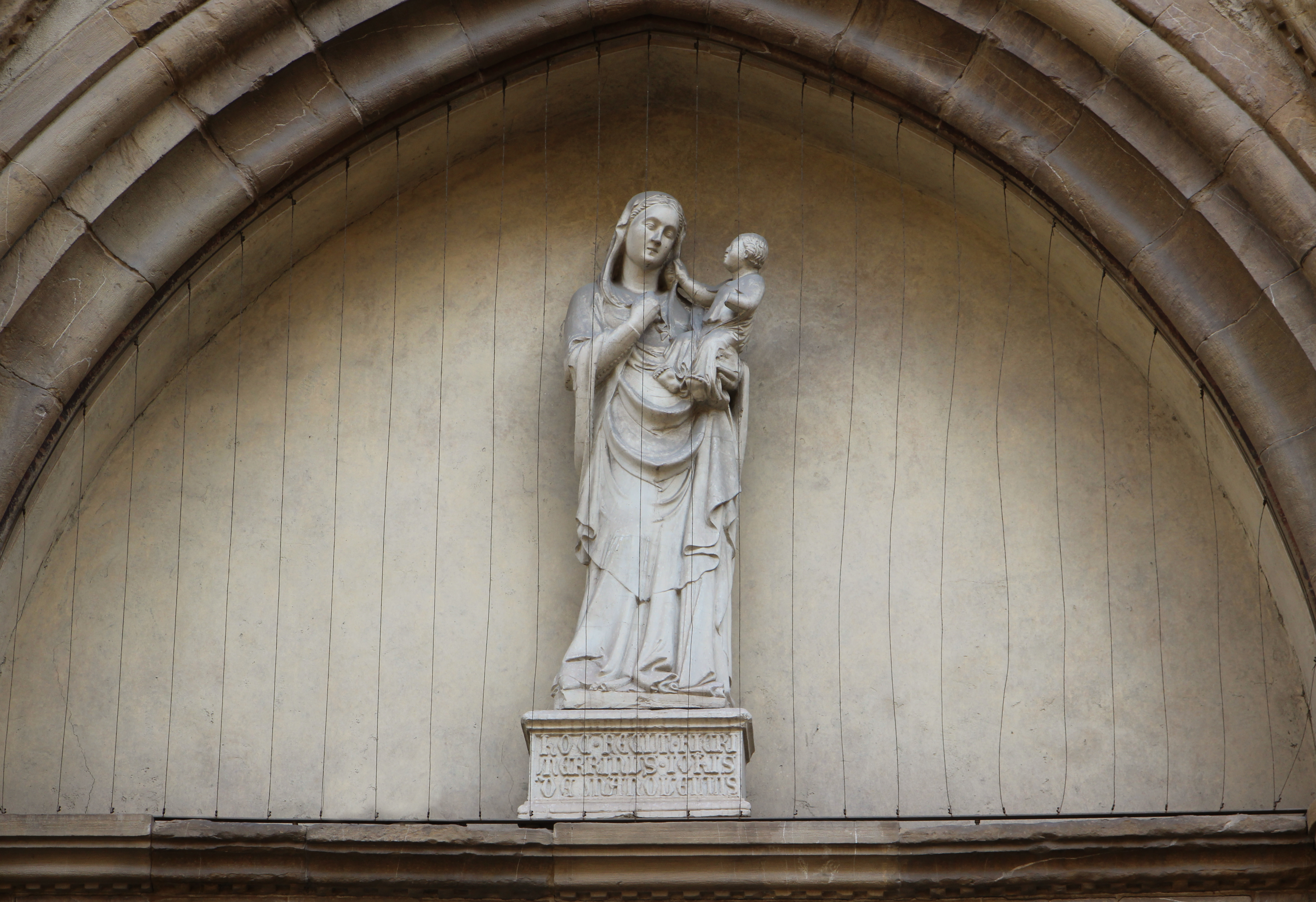
Statua nel portale
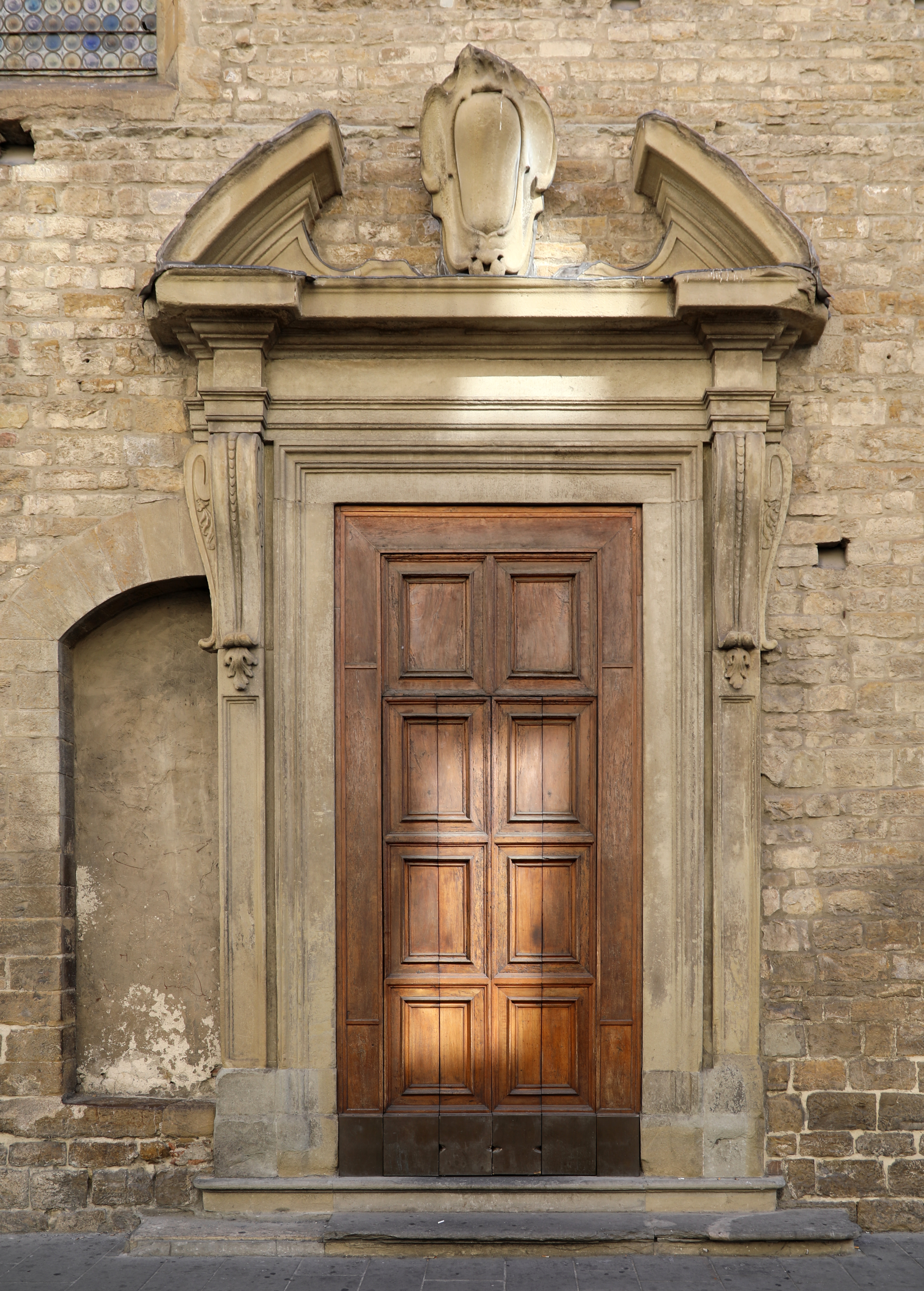
Portale su via Cerretani
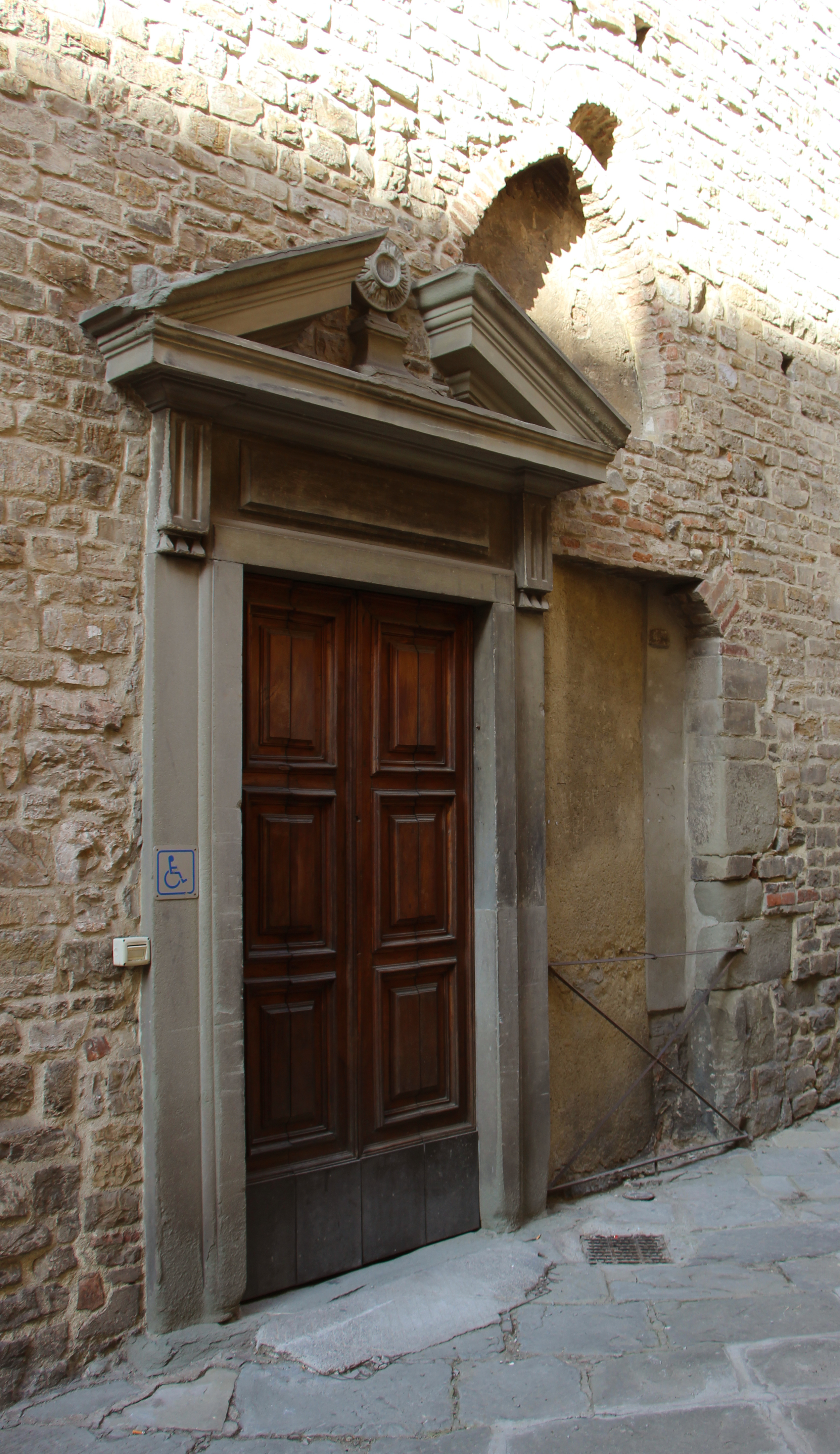
Portale laterale sul vicolo di Santa Maria Maggiore

#### Campanile
Sopravvive, della struttura romanica, in facciata, la torre campanaria, forse costruita sui resti di una torre della cinta muraria romana che qui correvano (ad esempio include un frammento di lastra romana con iscrizione funebre). Le due file di monofore centinate, su ciascun lato, hanno gli archi amattonati decorati superiormente da cerchi in laterizi. 
Il 20 marzo 1630 si iniziò a demolire la parte più alta con la cella campanaria, che si riteneva pericolante, e le campane furono spostate in un campanile a vela posto sul retro della chiesa. Come condizione della demolizione, da parte dell'ispettore granducale che la avallò, venne stabilito che si ricollocasse "la testa che era nel campanile rappresentante certa memoria antica". Si tratta della testa muliebre visibile su via de' Cerretani, soprannominata popolarmente "la Berta" (come sancisce anche un'iscrizione con lettere gotiche posta poco oltre la cantonata) e forse presa da un monumento funebre romano, che è legata a un paio di leggende tradizionali. La prima sostiene che omaggi una cavolaia che aveva donato una campana, detta la "Trecca", che suonava a indicare ai contadini, venuti in città per vendere i loro prodotti, quando era l'ora di incamminarsi verso le porte cittadine per iniziare a tornare a casa senza rischiare il buio o di restare chiusi entro le mura. L'altra versione è che fosse la testa pietrificata di un sagrestano che, vedendo passare il corteo che nel 1316 scortava l'astrologo Cecco d'Ascoli da Santa Maria Novella (dove era stato condannato dagll'inquisitore) alle forche di Santa Croce (dove sarebbe stato arso), ne avrebbe smascherato il patto col diavolo secondo il quale l'ascolano bevendo al momento opportuno dell'acqua sarebbe potuto scampare a qualsiasi pericolo. «Non dategli da bere, perché non morirà mai», avrebbe intimato ai birri il sagrestano affacciato dal campanile, e per questo lo stregone l'avrebbe maledetto pietrificandolo all'istante. 
A suffragio della prima ipotesi Richa riportò come su una delle campane seicentesche, rifuse con metallo di quelle più antica al tempo della ricoloocazione, era presente l'iscrizione: «BERTA PRIOR CONFLAT CARMELI AVXERE SODALES CHRISTIPARAE EXCELSUM NUMEN VTRINQVE GERO MDCX».

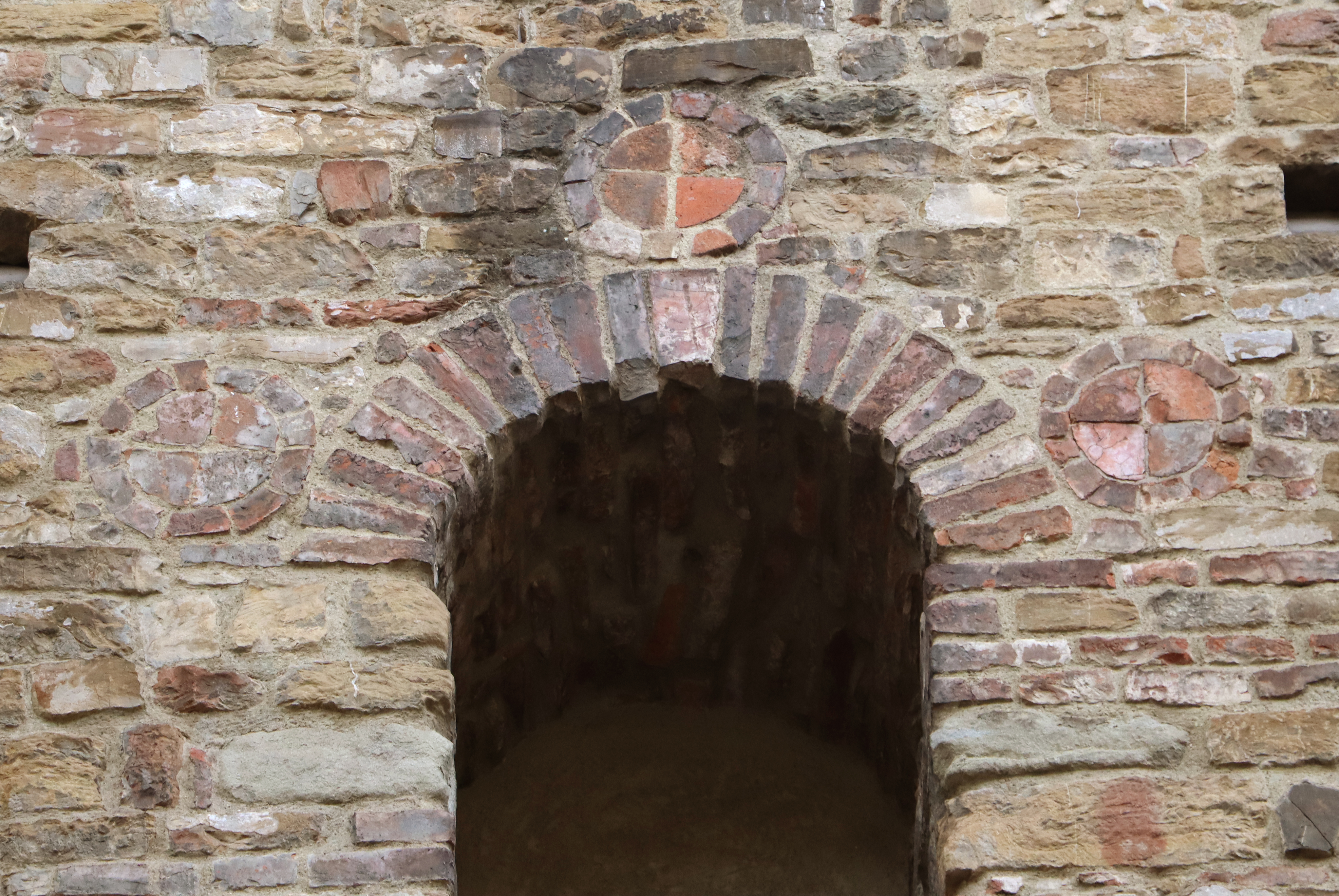
Decorazione di una finestra
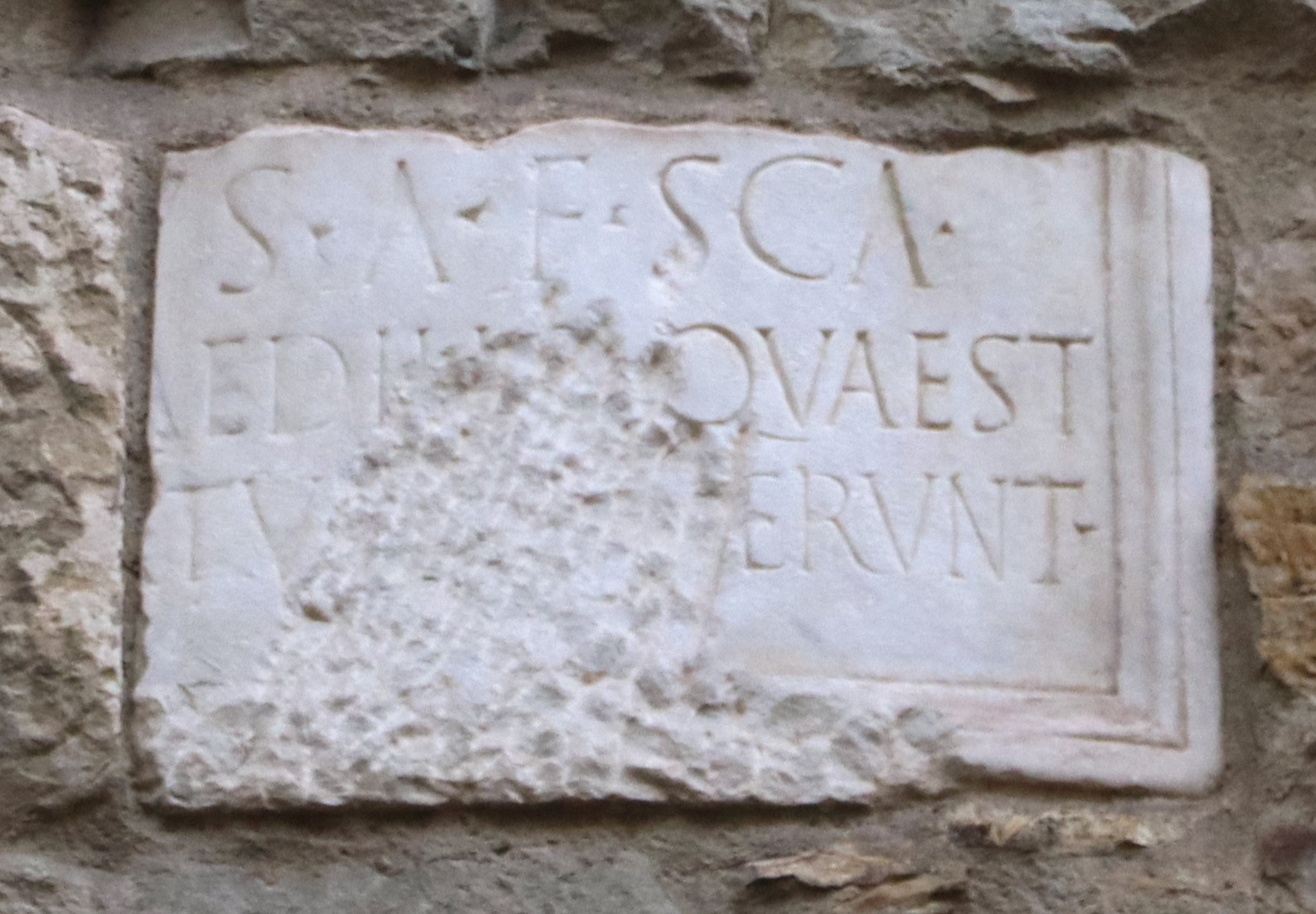
La lastra funeraria romana
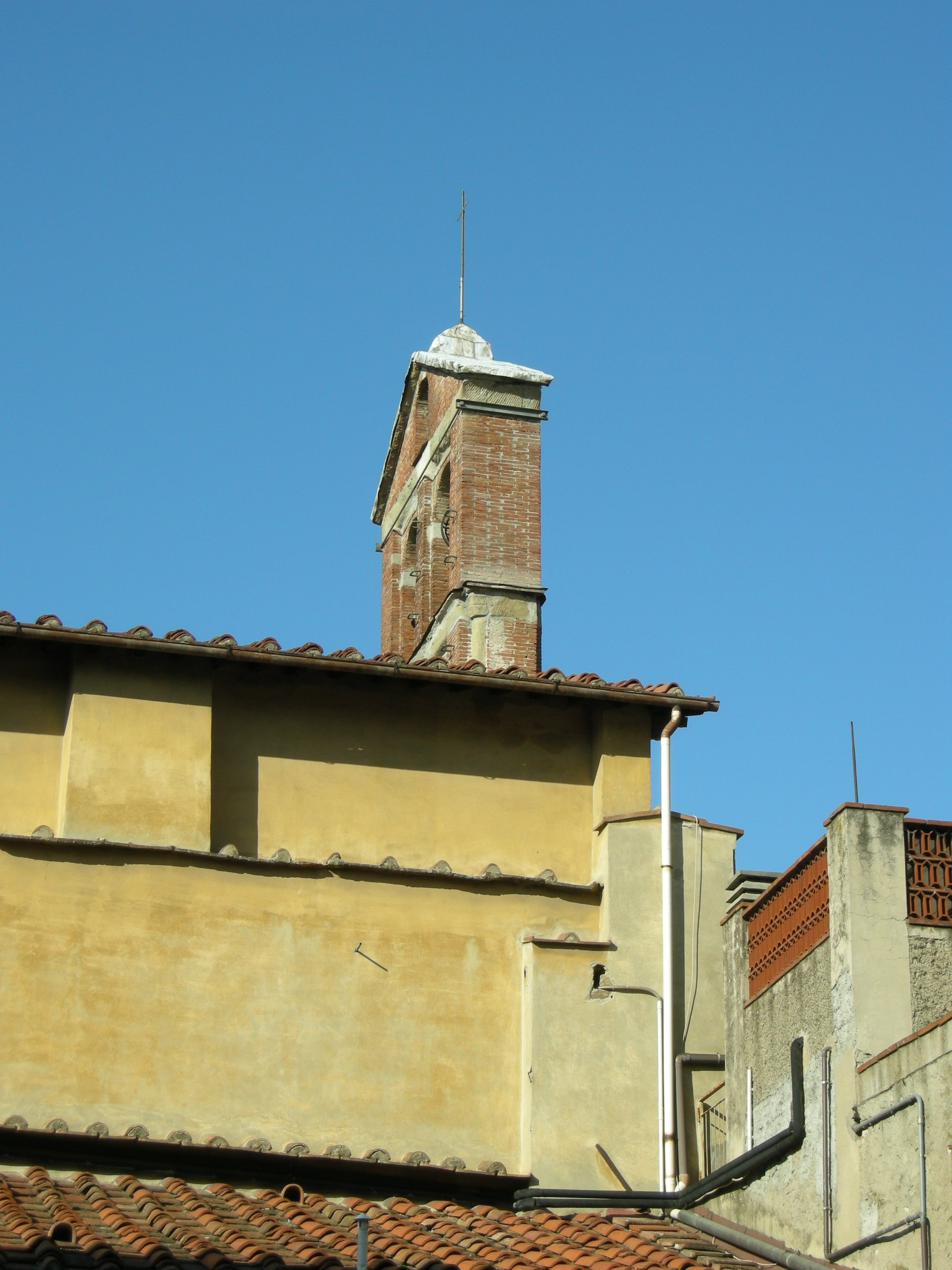
Il campanile a vela
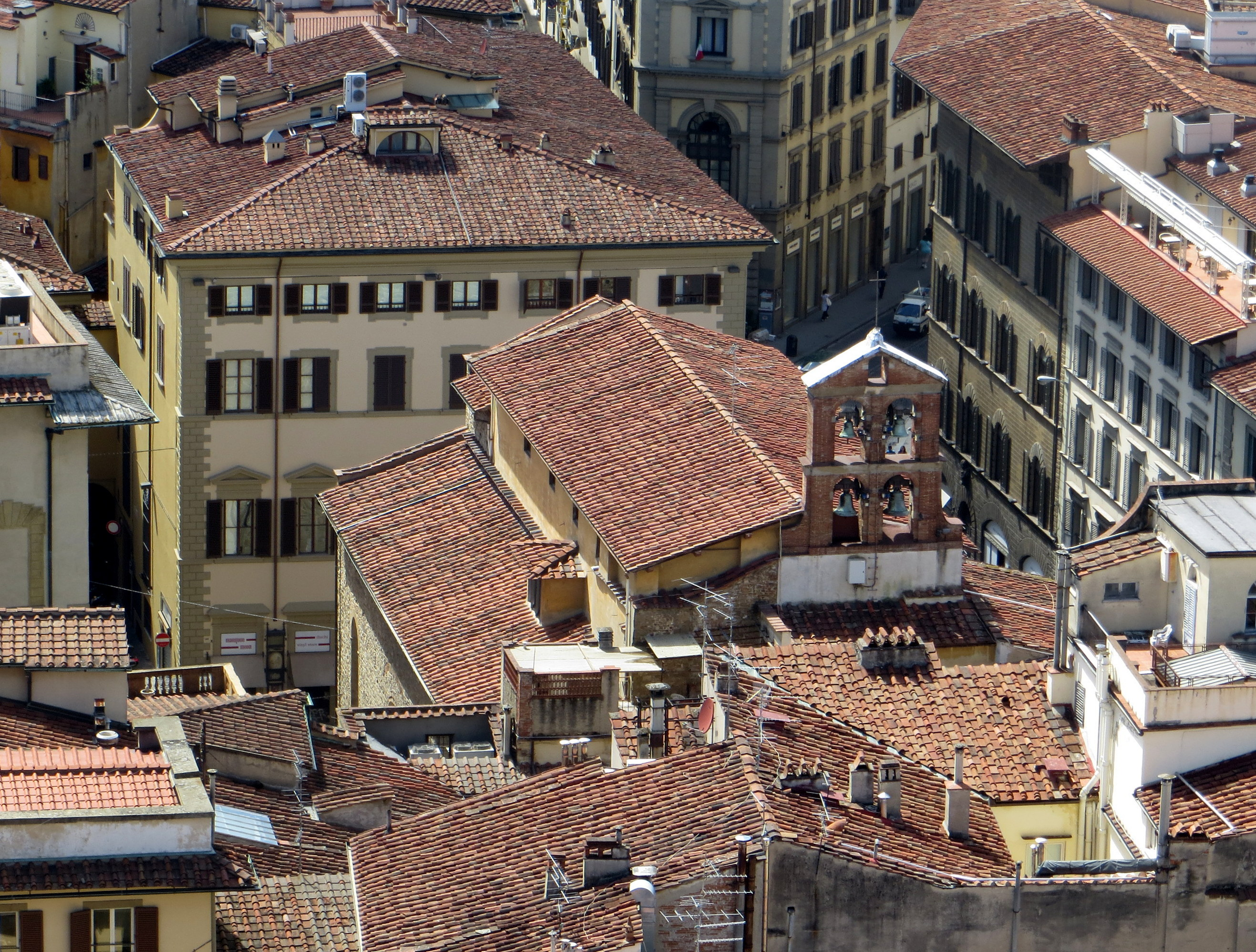
Retro visto dal Campanile di Giotto

#### Chiostro

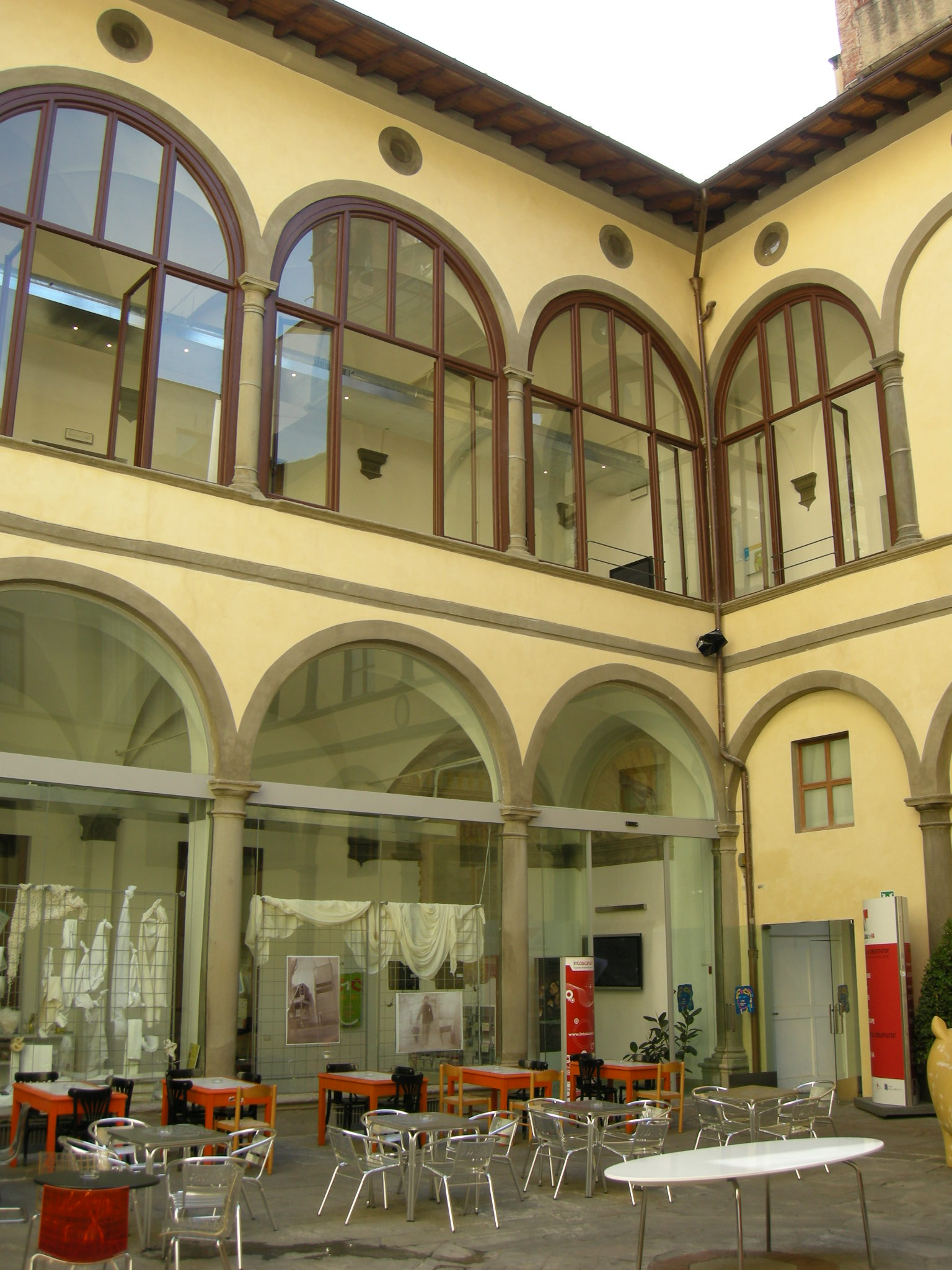
Il chiostro

Dietro la chiesa è il chiostro cinquecentesco dell'antico convento, con due ordini di arcate a tutto sesto, in parte tamponate, sorrette da colonne e semicolonne tuscaniche in pietra. Il portico, con volta a crociera, è decorato da affreschi di architetture.

### Interno

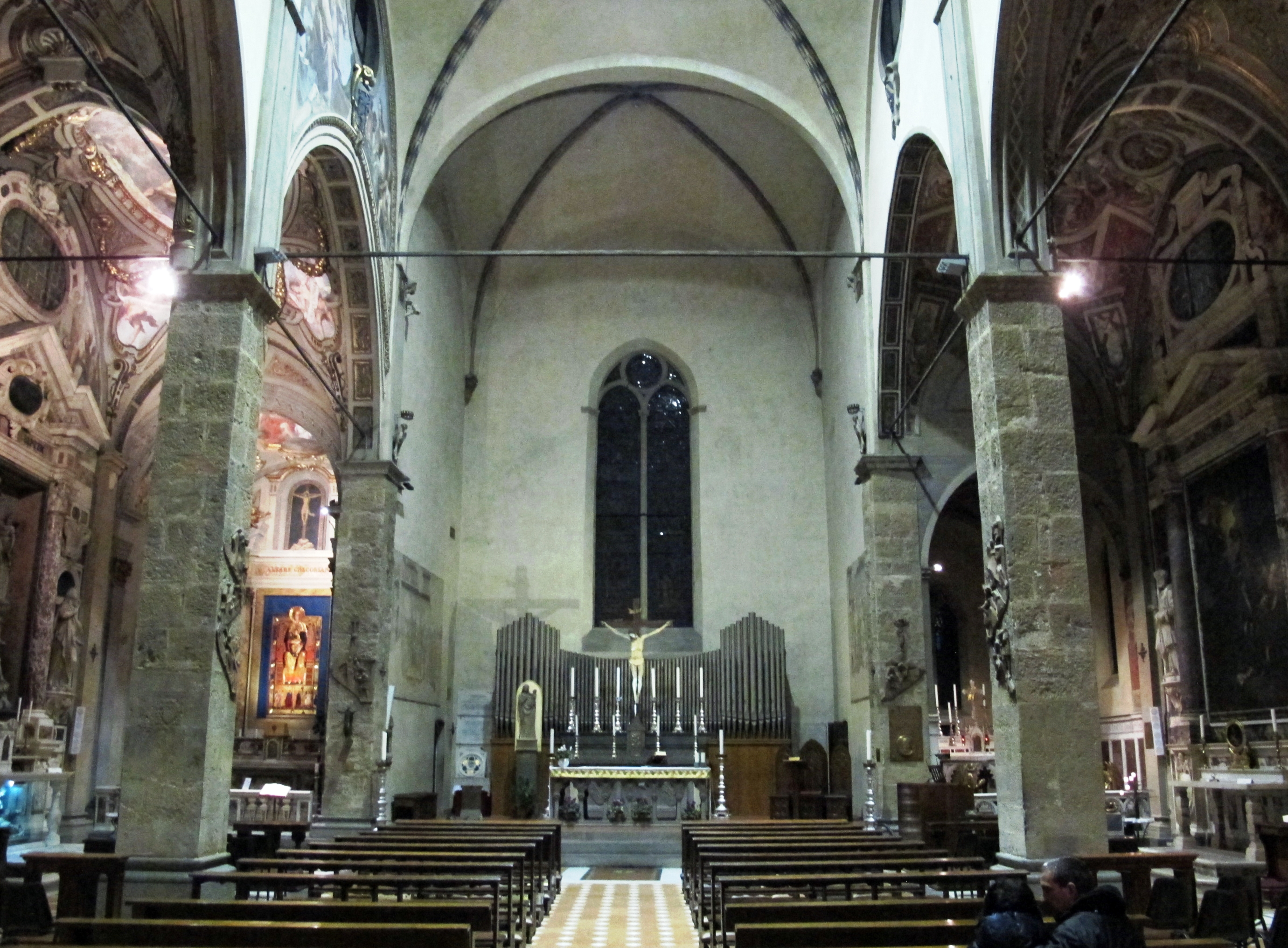
Interno

L'interno è a tre navate di tre campate ciascuna, coperte con volta a crociera e separate da archi a sesto acuto poggianti su pilastri quadrangolari. Insolitamente, mentre le due navate laterali sono riccamente decorate sulle pareti e sulle volte con affreschi e stucchi di gusto barocco, la navata centrale è alquanto spoglia, priva di particolari decorazioni. 
La controfacciata fu rinnovata nel 1595 - 96 su progetto attribuito a Bernardo Buontalenti (in passato attribuito a Ludovico Cardi, detto il Cigoli) che la rivestì di un paramento in pietra serena mentre, sopra il portale, vi è una cantoria marmorea delimitata da una balaustra, sopra la quale si trovava anticamente un organo a canne, del quale rimangono la cassa e la mostra. A sinistra, guardando la controfacciata, è una tela dello stesso Cigoli con Sant'Alberto carmelitano che salva alcuni ebrei dal fiume Platano, del 1596 circa, dipinta quindi a seguito della costruzione, nel 1595, di un altare dedicato a Sant'Alberto da parte della famiglia Rimbotti, come attestato dall'iscrizione visibile al di sopra del dipinto. Accanto è una tela con San Liborio in gloria di Pier Dandini sormontata da una lunetta con la Madonna col Bambino dello stesso pittore. Dall'altro lato della porta è una tavoa di Domenico Cresti detto il Passignano rappresentante la Pentecoste. Accanto ad essa è un affresco frammentario raffigurante la Madonna del Latte del primo quarto del Quattrocento, attribuita al Maestro del 1416.
In chiesa rimangono alcuni affreschi trecenteschi che un tempo la ornavano, come quelli raffiguranti Santi sul semipilastro destro in controfacciata e sul primo pilastro quadrangolare destro della navata, riferiti a Mariotto di Nardo intorno al 1390 - 95 circa.
La prima cappella a destra, fondata nel 1370 da Bandino Panciatichi e ornata in passato, a partire dal 1495-1500 circa, da un Compianto sul Cristo morto di Botticelli, da riconoscersi probabilmente in quello oggi al Museo Poldi Pezzoli. Oggi si presenta con l'aspetto che assunse con la ristrutturazione iniziata nel 1629 e completata nel 1636: l'altare è corredato da una tela con la Comunione di Santa Maria Maddalena di Domenico Pugliani, firmata e datata 1636, dipinta tre anni dopo il suo rientro in patria dalla Germania, in cui il pittore si adatta, a tutta evidenza, alla corrente 'morbida' di toni e chiaroscuri che aveva trovato vincente al suo ritorno, rappresentata dal Furini, dal Ficherelli e dal Bilivert, differenziandosi da essi per non indulgere, nonostante il soggetto, ad aspetti troppo terreni e a nessuna ambiguità. La tela è affiancata da due affreschi dello stesso autore con Sant'Alberto Vescovo e Santa Teresa molto deperita. Nella volta lo sfondato rappresenta la Gloria di Santa Maria Maddalena ed è opera di Giuseppe Pinzani.
La seconda cappella, degli Orlandini del Beccuto, presentava all'altare un Martirio di San Biagio abbozzato da Ottavio Vannini all'inizio degli anni quaranta del Seicento ma terminato, dopo la sua morte nel 1644, da Antonio Giusti, oggi nei depositi delle Gallerie Fiorentine. L'altare è invece ornato al presente da un dipinto di Primo Conti raffigurante Santa Rita da Cascia, firmato e datato 1949. I laterali rappresentano San Michele Arcangelo e San Giovanni Evangelista e sono opere iniziate dallo stesso Vannini e completate anch'esse da Antonio Giusti (1640 - 45 circa). La volta è affrescata con una Gloria di San Biagio.
La quarta cappella a destra, di Zanobi Carnesecchi, fu ristrutturata nel tardo Cinquecento e presenta, nella volta, affreschi con episodi della Vita di san Zanobi di Bernardino Poccetti, ai lati dell'altare due statue di San Bartolomeo e San Zanobi di Giovanni Caccini e al centro una tela con le Stimmate di San Francesco di Pier Dandini.
L'abside quadrangolare è interamente occupata dal presbiterio, rialzato di alcuni gradini rispetto al resto della chiesa, con un'alta bifora nella parete fondale. L'altare maggiore, in pietra come l'ambone, è in stile neogotico, con mensa sorretta da archetti ogivali poggianti su colonnine. Alle sue spalle, l'organo a canne. Sulle pareti sono altri affreschi tardotrecenteschi che rappresentano le Storie di Erode e la strage degli Innocenti, attribuiti a Jacopo di Cione e databili al 1395 - 1400 circa.

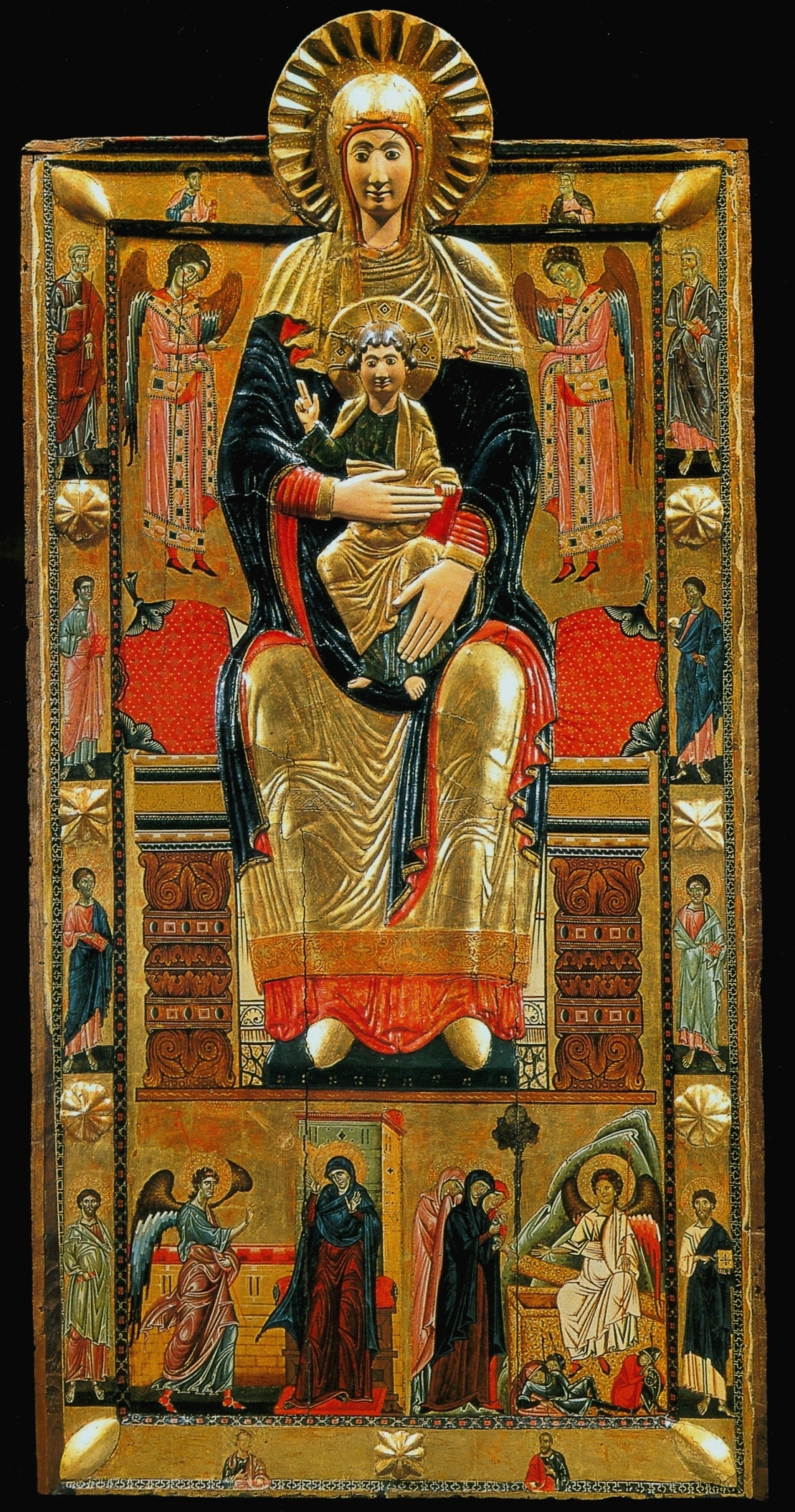
Madonna reliquiario di Santa Maria Maggiore

Nella cappella fondata da Bernardo Carnesecchi nel 1449, posta alla sinistra dell'abside, a ridosso della parete di fondo si trova un altare in marmi policromi del XVIII secolo, la cui ancona è costituita da due colonne corinzie che sorreggono un timpano spezzato al centro del quale vi è un affresco con un Crocifisso di Giovanni di Francesco. All'interno della cappella è anche il prezioso bassorilievo policromo, una sorta di icona plastica raffigurante la Madonna col Bambino, consistente in una tavola lignea sulla quale è stato applicato gesso a rilievo poi dipinto e dorato. L'opera è tradizionalmente datata al XIII secolo ed attribuita a Coppo da Marcovaldo (con molti dubbi e scoperte in fase di restauro che farebbero pensare a un'opera bizantina di un secolo più antica, del XII). Nella stessa cappella venne individuata nel 1751 l'iscrizione su una colonna che segnala la tomba di Brunetto Latini, letterato e notaio fiorentino, ben noto come maestro di Dante Alighieri; alla parete sinistra si trova un sarcofago con statua giacente, riferibile all'ambito di Tino di Camaino (inizio XIV secolo).
L'ultima cappella sinistra è quella degli Orlandini, rifatta nel 1642, quando il senatore Francesco Orlandini eresse un nuovo altare marmoreo dedicato alla Madonna del Carmine, coincidente con la Madonna reliquiario oggi nella cappella Carnesecchi a sinistra del presbiterio. La realizzazione dell'altare fu seguita a breve distanza, nello stesso anno, dagli affreschi di Baldassarre Franceschini, detto il Volterrano, comprendente il notevole il Carro di Elia nella volta, primo esempio di 'sfondato' compiutamente "barocco" dipinto a Firenze, contornato agli angoli da angeli con cartigli. Nella lunetta sono affrescate L'antica e la Nuova Legge, mentre sul fronte della cappella, sopra l'arco, sono raffigurate l'Umiltà e la Verginità. Nelle nicchie ai lati dell'altare, rimaste a lungo vuote, furono collocate due statue fatte eseguire nel primo Settecento dal discendente Giovan Battista Orlandini: la Purità di Lorenzo Merlini e l'Innocenza di Giovan Camillo Cateni. Il rilievo che funge oggi da pala d'altare è invece opera di Francesco Collina, del 1897, raffigurante la Crocifissione con San Camillo de Lellis, Santa Maria Maddalena e San Michele Arcangelo.
La seconda cappella sinistra corrisponde a quella fondata nel 1406 da Paolo Carnesecchi, che la dotò di importanti opere d'arte: all'altare era il cosiddetto Trittico Carnesecchi, opera del 1423 circa di Masolino e di Masaccio, di cui si conosce la Madonna col Bambino (seppur trafugata), il San Giuliano del Deposito diocesano di Santo Stefano al Ponte e la predella con San Giuliano che uccide i genitori del Musée Ingres di Montauban. Al di sopra si trovava invece una Annunciazione ad affresco di Paolo Uccello. La cappella fu rinnovata negli anni settanta del Seicento da Giovanni Buonaventura Carnesecchi, che aveva affidato la decorazione pittorica a Giovanni Montini, autore delle tele laterali con Santa Caterina d’Alessandria e con la Beata Margherita da Cortona, databili ai primi anni settanta, prima della morte dell'artista avvenuta nel 1673. L'infermità e poi la morte del Montini portarono il Carnesecchi a commissionare ad Onorio Marinari, nel 1672 o nell'anno seguente, la pala d'altare, una tela con Cristo che appare a Santa Maria Maddalena de' Pazzi, probabilmente finita nel 1674 ma non ancora collocata nel 1677.
La prima cappella, dei Boni, conserva ancora all'altare la tela con La Vergine offre il Bambino a San Francesco, opera di Matteo Rosselli, firmata e datata 1634.

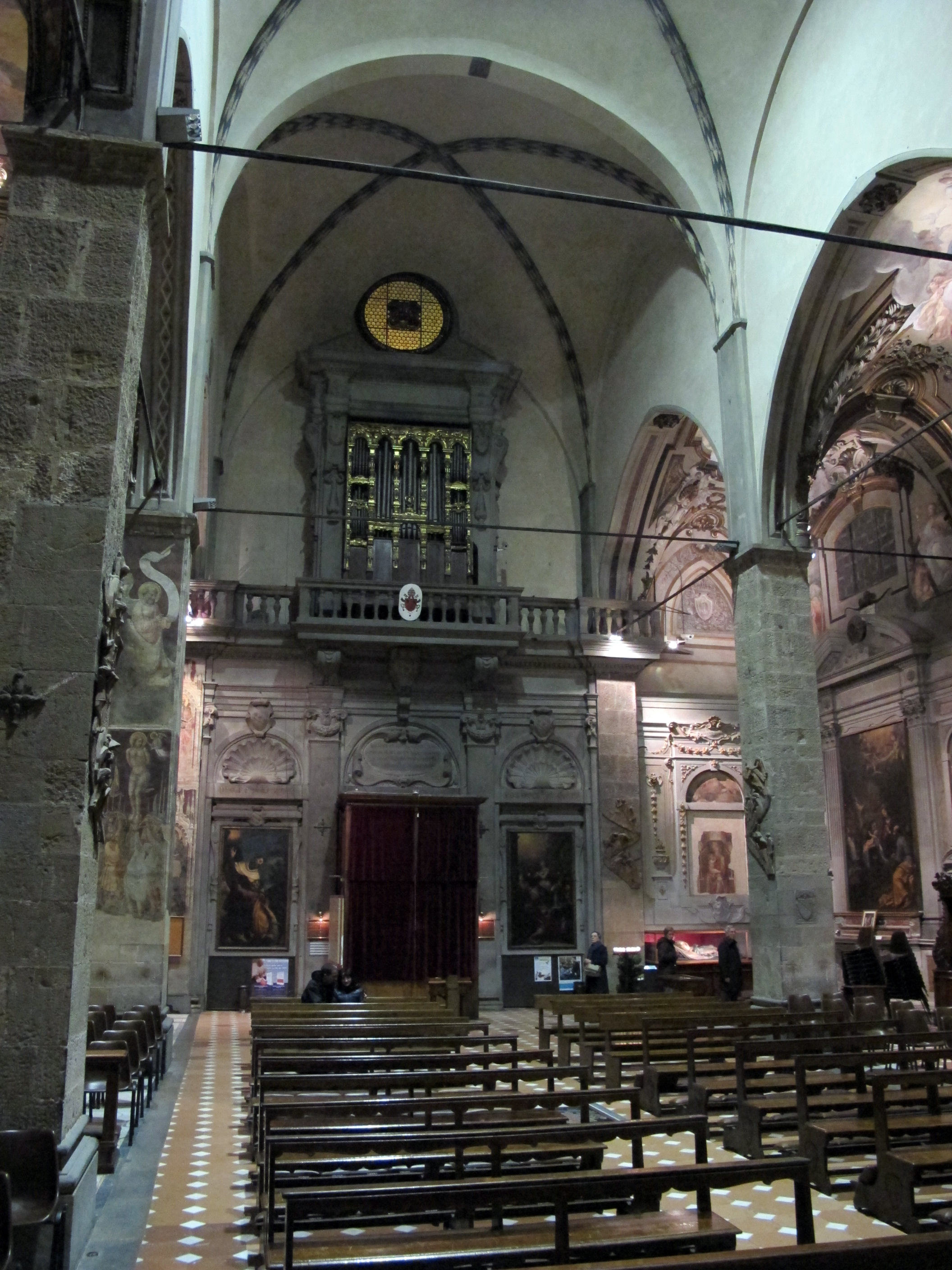
Interno verso la controfacciata
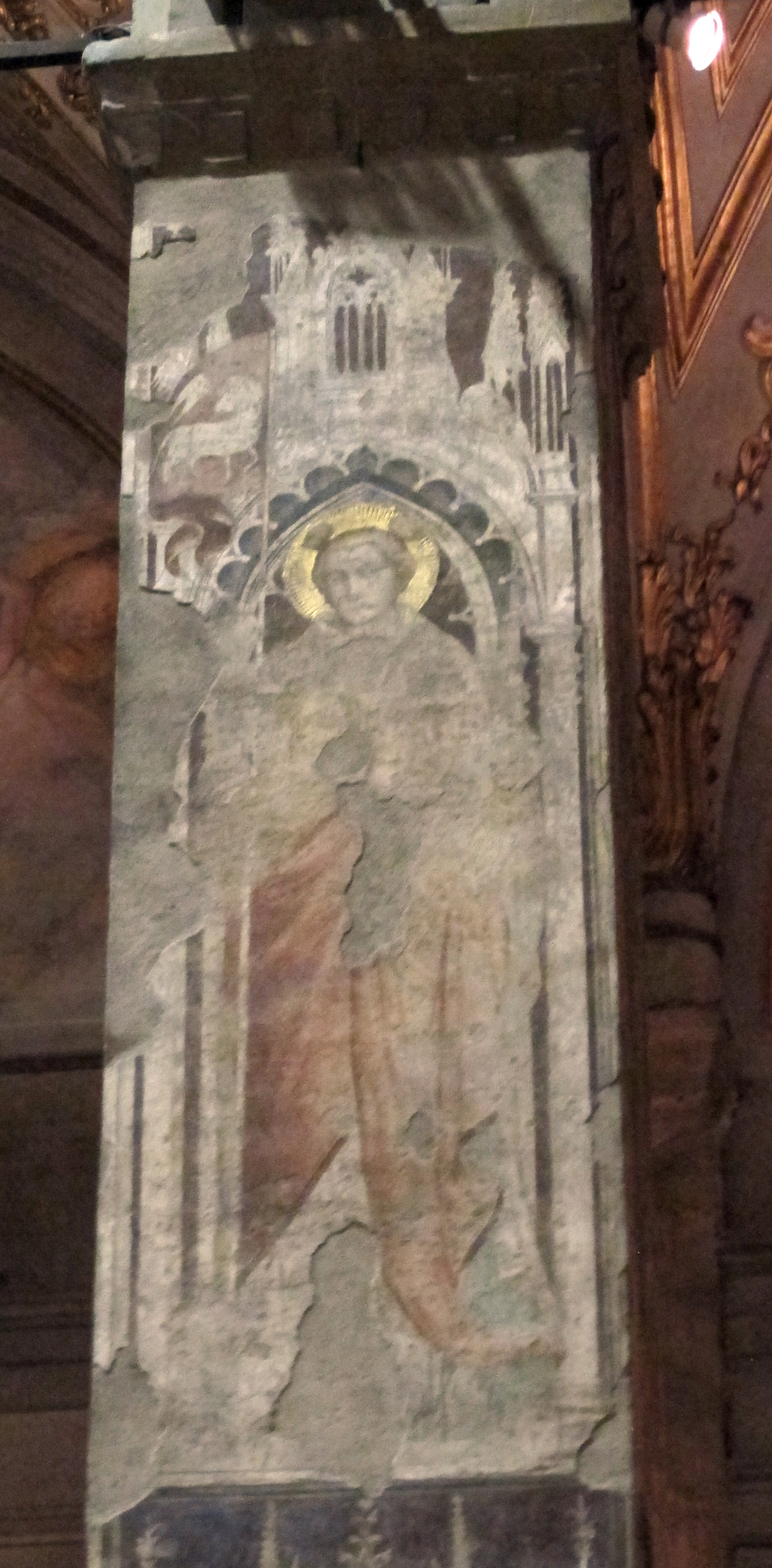
Santo Stefano di Mariotto di Nardo
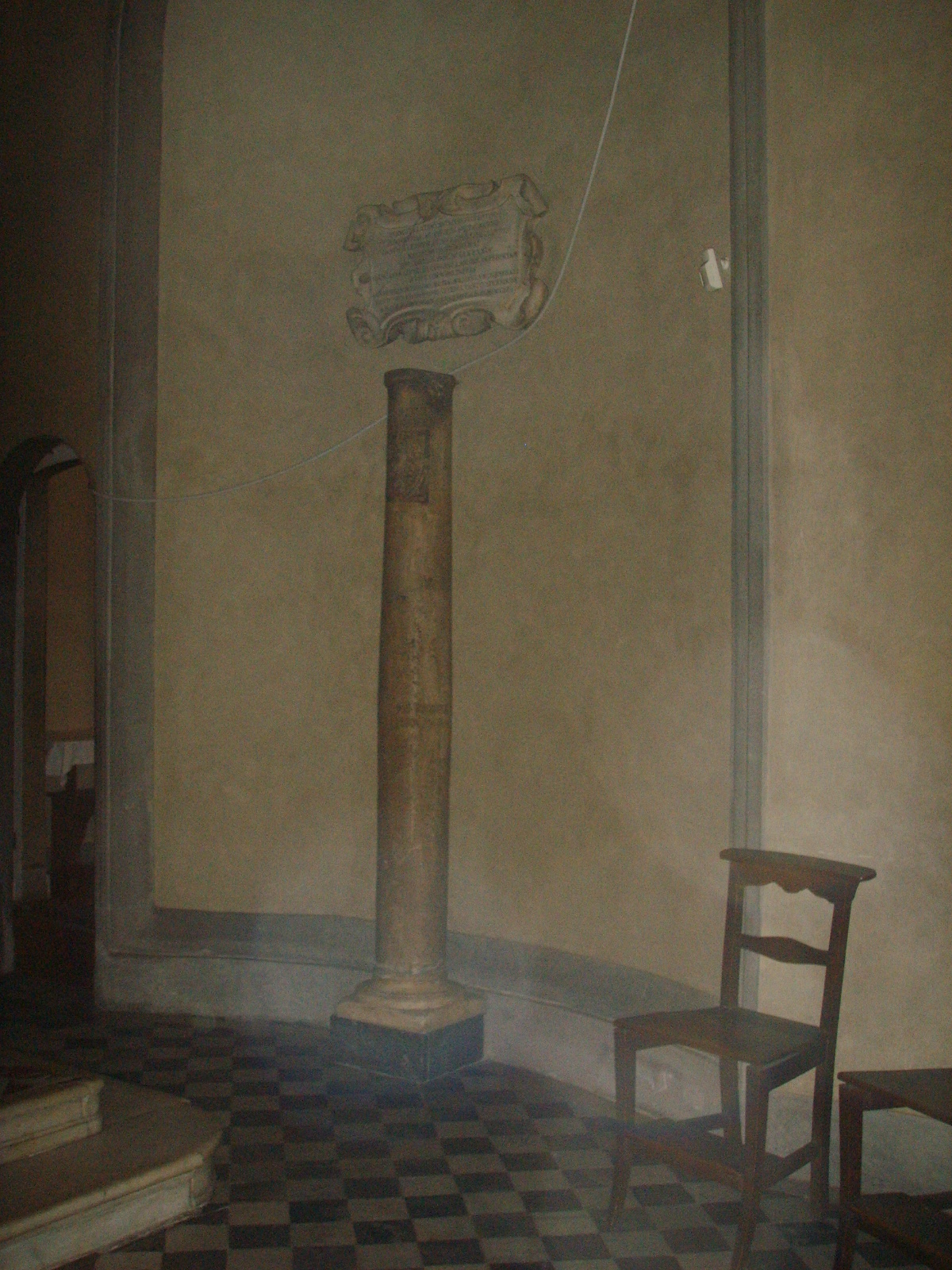
Tomba di Brunetto Latini

### Organo a canne
Nell'abside, alle spalle dell'altare maggiore, si trova l'organo a canne Mascioni opus 893, costruito nel 1967. Lo strumento è composto da un unico corpo, il quale presenta una mostra con cassa limitata al basamento e composta da canne diel registro principale con bocche a mitria disposte a palizzata, con due cuspidi laterali e un'ala centrale. La consolle è situata sotto l'ultima arcata tra la navata centrale e la navata laterale destra e dispone di due tastiere di 61 note ciascuna e pedaliera concavo-radiale di 32 note. Il sistema di trasmissione è elettrico.

## Opere già in Santa Maria Maggiore
- Masaccio e Masolino, Trittico Carnesecchi (1423), oggi conosciuto per i frammenti nel Museo diocesano di Santo Stefano al Ponte e nel Museo Horne, entrambi a Firenze;[15]
- Sandro Botticelli, San Sebastiano (1473 circa), oggi nella Gemäldegalerie di Berlino;
- Sandro Botticelli, Compianto sul Cristo morto (1495 circa), oggi nel Museo Poldi Pezzoli a Milano.[16]

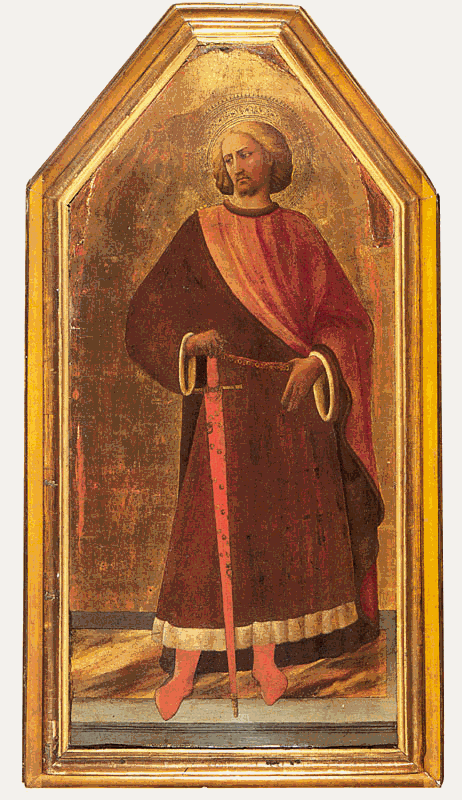
San Giuliano di Masolino dal Trittico Carnesecchi
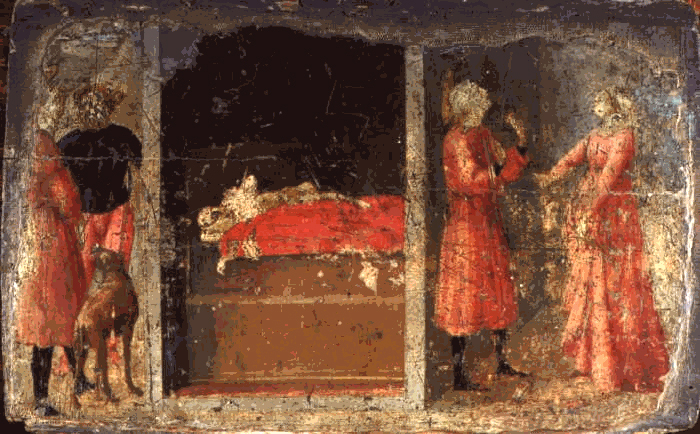
Storie di San Giuliano del Masaccio dal Trittico Carnesecchi
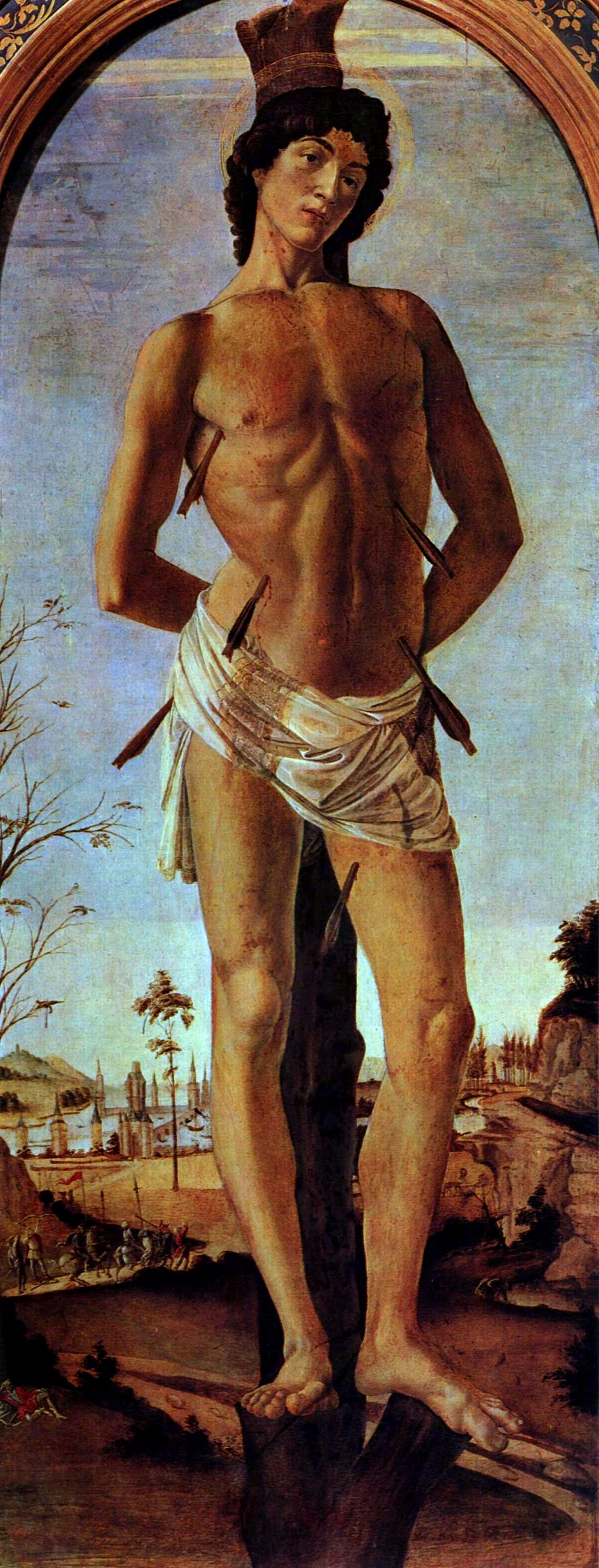
San Sebastiano del Botticelli
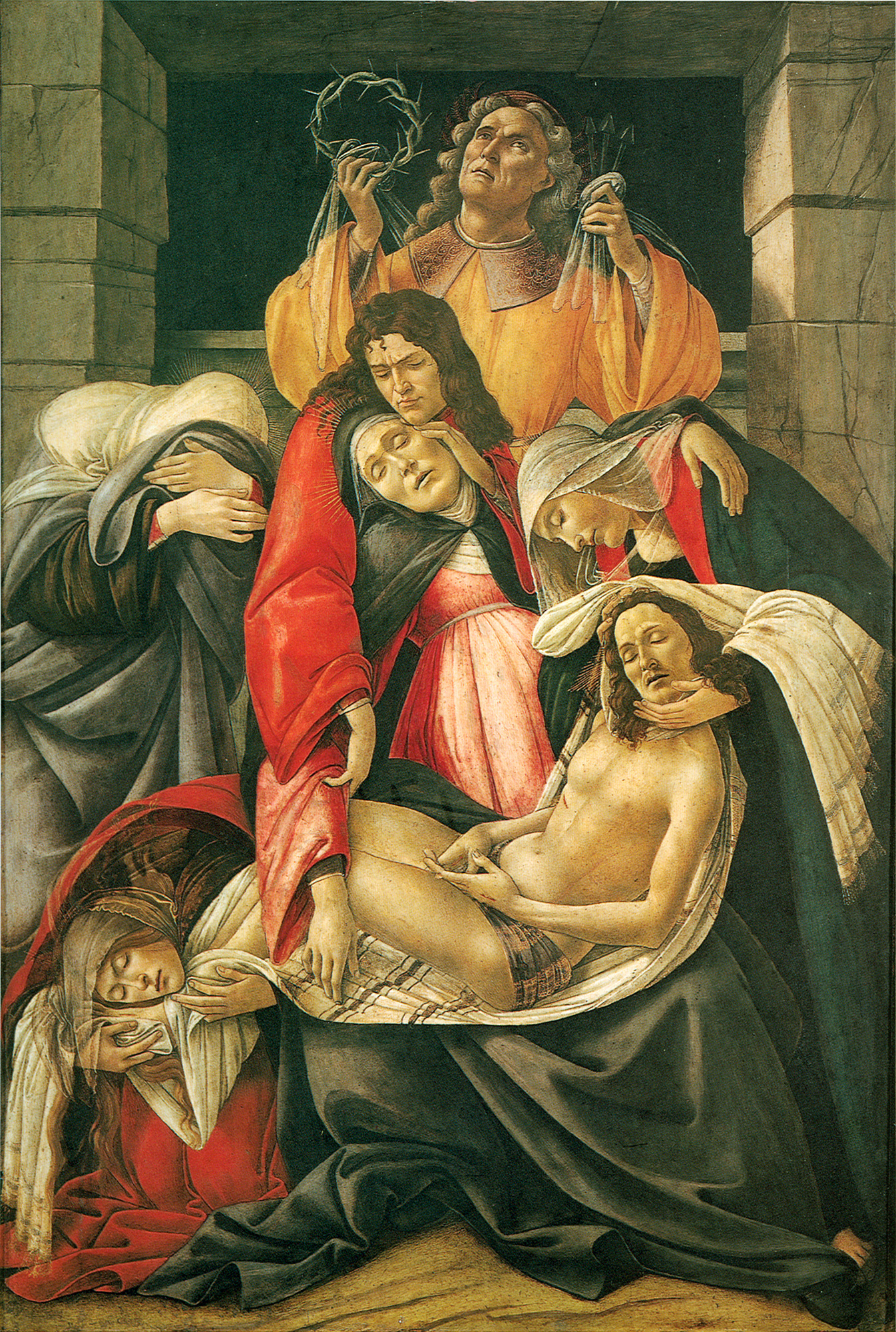
Compianto sul Cristo morto del Botticelli

## Confraternite
Nella chiesa e nei suoi annessi si riunirono nel tempo molte confraternite. Tra le più importanti ci furono:
- Compagnia di San Giuseppe dei Legnaioli
- Compagnia del Nocentino